# Bertil Rönndahl
Sven Bertil Rönndahl, född 23 juni 1926 i Åhus, död 20 september 2014 i Karlstad, var en svensk handbollsspelare.

## Klubbkarriär
Bertil Rönndahl spelade sedan 1941 i IFK Kristianstads juniorlag och fostrades hos IFK:s A-lag där han debuterade 1945 och spelade till 1953. Han tog flera SM-titlar (1948, 1952 och 1953) med IFK Kristianstad. Han gick sedan till SoIK Hellas i Stockholm under någon säsong innan han kom till IFK Karlskrona till säsongen 1955/1956 pga. sitt arbete för KF-koncernen. Efter höstsäsongen 1956 flyttade Rönndahl till Sundsvall vilket troligen innebar slutet för hans handbollskarriär.

## Landslagskarriär
Bertil Rönndahl gjorde 27 landskamper för Sveriges landslag 1948–1956 enligt Handbollboken. De flesta av dessa var utomhus så den nuvarande statistiken på Svensk handbollförbundets sida är felaktig då den bara tar upp inomhuslandskamper. Han gjorde landslagsdebut mot Finland utomhus på Bosön i Stockholm (Sverige vann 26-0) och den matchen var kval inför ute-VM 1948. Han tog sitt första VM-guld ute 1948. Han var också med i Sveriges guldlag inomhus, som blev världsmästare 1954 i Mässhallen i Göteborg.

### Privatliv
Rönndahl var butiksföreståndare under tidigt 1950-tal i Kristianstad. Efter handbollskarriären arbetade han för Konsum i Värmland som högre chef. Han avled 88 år gammal 2014.